# Todd Haynes
Todd Haynes (Los Angeles, 2 gennaio 1961) è un regista, sceneggiatore e produttore cinematografico statunitense.

## Biografia
Todd Haynes è nato ad Encino in California, figlio di Sherry Lynne Semler e Allen E. Haynes. Dichiaratamente omosessuale, il suo film Poison è simbolo della nuova cinematografia gay. Laureato in semiotica alla Università Brown, nel 1987 ha diretto il cortometraggio Superstar: The Karen Carpenter Story, in cui racconta la vita della cantante Karen Carpenter, usando delle Barbie al posto degli attori.
Nel 1991 ha debuttato con il suo primo lungometraggio Poison, prodotto anche grazie ad un finanziamento di 25.000 dollari da parte dell'associazione nazionale per lo sviluppo delle arti, basato su degli scritti di Jean Genet. Nella pellicola emergono tre differenti storie: un bambino che si getta dalla finestra dopo aver ammazzato il padre; un medico che diviene un lebbroso assassino dopo aver testato una propria teoria; infine, una storia che affronta il tema dell'omosessualità in carcere. La notorietà del film e del regista furono rafforzate anche dalla querelle promossa dal reverendo Donald Wildmonla che, attraverso la sua associazione conservatrice American Family Association, accusò la pellicola di essere immorale, dando maggior visibilità all'opera e destando la curiosità del pubblico.
Quattro anni dopo nel 1995, il regista diresse Julianne Moore in Safe, film premiato al Sundance Film Festival e selezionato per la Quinzaine des Réalisateurs a Cannes nello stesso anno. Nel 1998 girò Velvet Goldmine, pellicola ispirata alla scena del glam rock che vinse un premio speciale della giuria sempre a Cannes nel 1998 e ottenne anche una candidatura all'Oscar per i migliori costumi. Nel 2002 tornò a collaborare con Julianne Moore in Lontano dal paradiso, presentata alla 59ª Mostra internazionale d'arte cinematografica di Venezia.
Nel 2007 ha raggruppato un cast stellare per Io non sono qui, ispirato alla vita di Bob Dylan, in cui ben sei attori diversi interpretano le gesta del cantautore in diversi momenti della sua carriera. Nel 2011 ha diretto e co-sceneggiato la miniserie televisiva Mildred Pierce, trasmessa e prodotta da HBO. Nel 2015 è stato presentato alla 68ª edizione del Festival di Cannes il film Carol, che racconta una storia d'amore tra due donne nella New York degli anni '50. Il film ha ricevuto ampi consensi da parte della critica ed ha ricevuto i premi Queer Palm e il Prix d'interprétation féminine assegnato a Rooney Mara.

## Filmografia

### Regista

#### Cinema
- Poison (1991)
- Safe (1995)
- Velvet Goldmine (1998)
- Lontano dal paradiso (Far from Heaven) (2002)
- Io non sono qui (I'm Not There) (2007)
- Carol (2015)
- La stanza delle meraviglie (Wonderstruck) (2017)
- Cattive acque (Dark Waters) (2019)
- The Velvet Underground (2021) - documentario
- May December (2023)

#### Televisione
- Mildred Pierce – miniserie TV, 5 episodi (2011)
- Enlightened – serie TV, 1 episodio (2013)

#### Cortometraggi
- Assassins: A Film Concerning Rimbaud (1985)
- Superstar: The Karen Carpenter Story (1987)
- Dottie Gets Spanked (1993)

#### Videoclip
- Disappearer - Sonic Youth (1990)

### Produttore
- Non è peccato - La Quinceañera (Quinceañera), regia di Richard Glatzer e Wash Westmoreland (2006)
- Old Joy, regia di Kelly Reichardt (2006)
- Wendy and Lucy, regia di Kelly Reichardt (2008)
- Meek's Cutoff, regia di Kelly Reichardt (2010)
- Mildred Pierce – miniserie TV, 5 episodi (2011)
- Buoy, regia di Steven Doughton (2012)
- Night Moves, regia di Kelly Reichardt (2013)
- Certain Women, regia di Kelly Reichardt (2016)